# Elitegroup Computer Systems

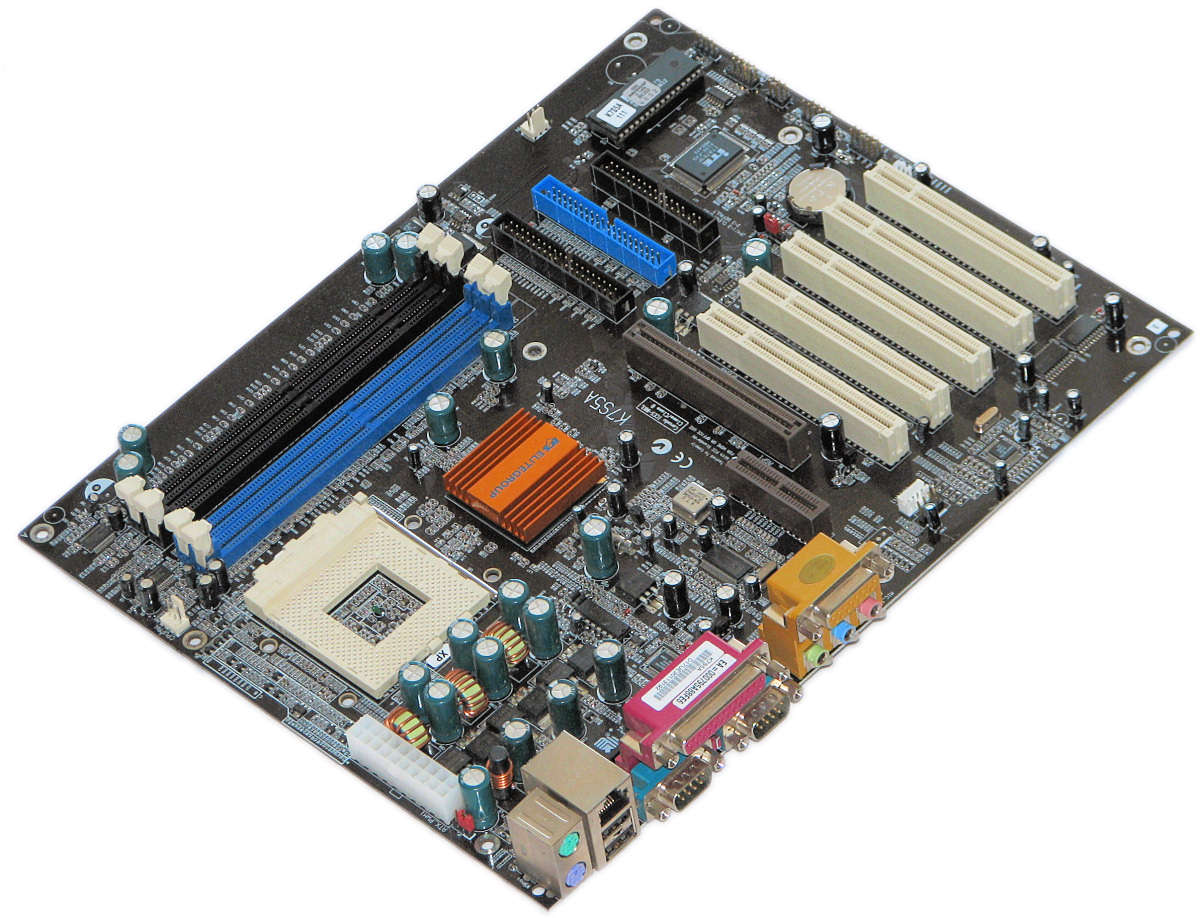
ECS moederbord - ECS K7S5A SiS 735 (Socket A)

Elitegroup Computer Systems, oftewel ECS is een Taiwanese elektronicafabrikant die voornamelijk bekend vanwege zijn moederborden. Op dat gebied is het, met een productie van 24 miljoen items in 2002, de op drie na grootste ter wereld, na respectievelijk Asus, Gigabyte Technology en MSI) .
Veel van de door ECS gemaakte moederborden worden gebruikt in OEM systemen, voornamelijk van IBM en Compaq. De grootste concurrent was Micro-Star International (MSI).